# نمکوند، آنگولا
نمکوند (به انگلیسی: Namacunde (Santa Clara)) شهری در استان کونه‌نه واقع در کشور آنگولا است که در سال ۲۰۰۹ میلادی ۳٬۴۷۹ نفر جمعیت داشته است.